# Gustavo Adrián Martínez
Gustavo Adrián Martínez Rocha (n. Buenos Aires, Argentina, 12 de noviembre de 1972) es un exfutbolista argentino que jugó en su país natal, además Costa Rica y Honduras. Actualmente entrena a GM Fútbol Academy.

## Trayectoria como jugador
Como jugador se desempeñó como delantero e inició su carrera en su natal Argentina con el Club Atlético San Miguel en 1991 y después tuvo paso por el Club Atlético Acassuso, Tigre y el Loc Madrid antes de emigrar a Costa Rica.
Para 1998, Martínez arriba a Costa Rica para jugar con Santa Bárbara, un año después pasa a jugar con el Deportivo Saprissa, el equipo más laureado del país.
En 2001 emigra a Honduras para jugar con el Motagua donde tuvo un paso efímero para devolverse a Costa Rica y acabar su carrera jugando para Carmelita y el Santos de Guápiles.

## Trayectoria como entrenador
Debutó en el Torneo Verano 2011, pero como entrenador interino en el Santos de Guápiles en su primera etapa como estratega dirigió 10 partidos, ganó dos, empató tres y perdió cinco.
En marzo de 2011 fue separado y en su lugar nombraron a Marvin Solano.
En 2013 asume el cargo como técnico del Santos de Guápiles, esta vez de manera total, después de la renuncia del uruguayo César Eduardo Méndez.
Fue el técnico de Limón Black Star entre 2022 y 2023.

## Clubes

### Como jugador
| Club                     | País       | Año         |
| ------------------------ | ---------- | ----------- |
| Club Atlético San Miguel | Argentina  | 1991        |
| Club Atlético Acassuso   | Argentina  | 1992 - 1994 |
| Tigre                    | Argentina  | 1994 - 1997 |
| Loc Madrid               | Argentina  | 1997 - 1998 |
| Santa Bárbara            | Costa Rica | 1998 - 1999 |
| Deportivo Saprissa       | Costa Rica | 1999 - 2001 |
| Motagua                  | Honduras   | 2001        |
| Carmelita                | Costa Rica | 2002        |
| Santos de Guápiles       | Costa Rica | 2002 - 2009 |

### Como entrenador
| Club                | País       | Año         | PJ | PG | PE | PP | % v. |  |
| ------------------- | ---------- | ----------- | -- | -- | -- | -- | ---- |  |
| *Santos de Guápiles | Costa Rica | 2011        | 10 | 3  | 2  | 5  |      |  |
| *Santos de Guápiles | Costa Rica | 2011        | 2  | 2  | 0  | 0  | 100% |  |
| Santos de Guápiles  | Costa Rica | 2013 - 2014 | 28 | 9  | 7  | 12 |      |  |
| Cariari             | Costa Rica | 2014 - 2015 | -  | -  | -  | -  | -    |  |
| Municipal Liberia   | Costa Rica | 2015        | 8  | 1  | 2  | 5  |      |  |
| Real Pococí         | Costa Rica | 2016 - 2020 | 0  | 0  | 0  | 0  |      |  |
| Limón Black Star    | Costa Rica | 2022- 2023  | 10 | 6  | 3  | 1  | 95%  |  |
| Total clubes        |            | 2011 - Act. |    |    |    |    |      |  |

(*) Interino.